# أندريه مارشان
أندريه مارشان هو سياسي كندي، ولد في 26 مايو 1926 في مونتريال في كندا، وتوفي بنفس المكان في 11 يناير 2011. حزبياً، نشط في حزب كيبيك الليبرالي. وقد انتخب عضو الجمعية الوطنية في كيبك ‏.